# Староямурзино
Старояму́рзино (рос. Староямурзино, башк. Иҫке Ямурҙа) — присілок у складі Балтачевського району Башкортостану, Росія. Входить до складу Сейтяковської сільської ради.
Населення — 162 особи (2010; 189 у 2002).
Національний склад:
- марійці — 63 %
- башкири — 35 %